# William Cuendet
 (juillet 2022).
William Cuendet, né le 26 juin 1886 à Tizi Ouzou et mort le 29 octobre 1958, est un pasteur et collectionneur d'art vaudois.

## Biographie
Fils d'Eugène missionnaire en Algérie, traducteur de la Bible en kabyle, William Cuendet, Zofingien, fait des études de théologie à la Faculté de l'Église libre de Lausanne puis il poursuit ses études à la Sorbonne où il obtient un doctorat ès lettres.
Pasteur à Glasgow, à Paris, puis à l'église française de Zurich, il devient, ainsi que son épouse, commissaire fédéral pour les internés recueillis en Suisse pendant la Première Guerre mondiale. Pasteur de la paroisse de Marterey à Lausanne, il préside la Société vaudoise de théologie et travaille pour les missions protestantes. 

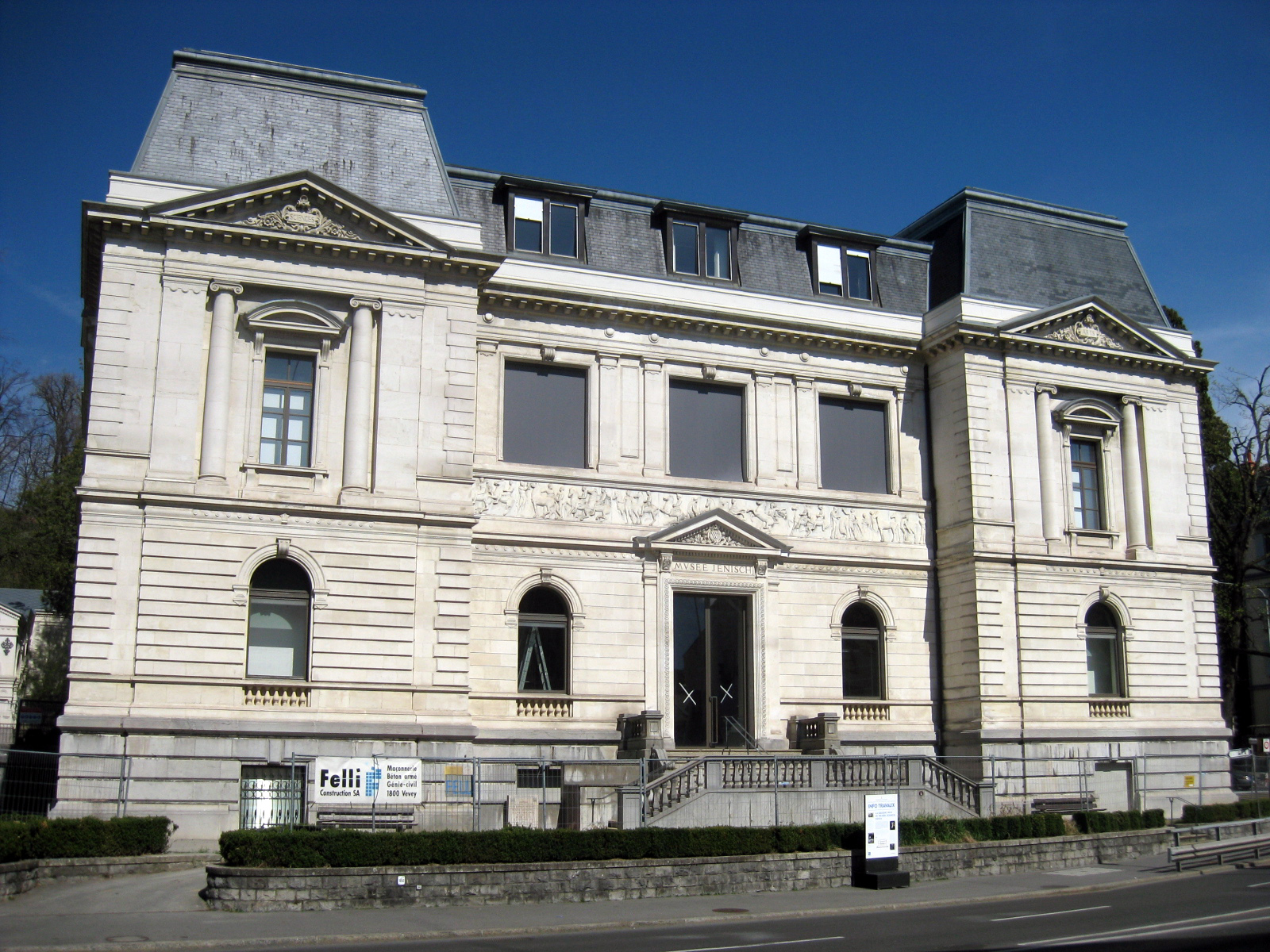
Le musée Jenisch de Vevey où la collection d'art de William Cuendet est déposée

Ayant collectionné l'œuvre gravée de Dürer et de Rembrandt durant toute sa vie, sa famille crée (en 1977) la Fondation William Cuendet et Atelier de Saint-Prex dont la collection est déposée depuis 1985 au musée Jenisch à Vevey.
Il est le père de Mireille Reymond.

## Sources
- « William Cuendet », sur la base de données des personnalités vaudoises sur la plateforme « Patrinum » de la Bibliothèque cantonale et universitaire de Lausanne.
- Nicole Minder, « William Cuendet » dans le Dictionnaire historique de la Suisse en ligne.
- Bibliographie (Cat. des Gravures de Dürer-Rembrandt, 1979, N. Minder, Rembrandt : les collections du Cabinet des estampes de Vevey, 1997) Marie Fufour, Château de Pradec
- Fondation William Cuendet et Atelier de Saint-Prex